# Фрідріх де ла Мотт Фуке
Фрідріх Генріх Карл де ла Мотт Фуке (фр. Friedrich de La Motte-Fouqué; 12 лютого 1777 — 23 січня 1843) — німецький письменник епохи романтизму, відомий як автор казкової повісті «Ундіна» (1811).

## Біографія
Фрідріх де ла Мотт Фуке був бароном, рід якого походить від французьких емігрантів-гугенотів, що оселилися в Пруссії. Дід Фуке був генералом, якому Фрідріх ІІ Великий віддав лицарську академію, засновану в 1703 році на невеличкому острівці поблизу Бранденбурга-на-Гафелі.
Майбутній письменник з дитинства виховувався в атмосфері лицарства і військової звитяги, звідси його закономірне бажання стати військовим. Батько Фуке, Карл, був офіцером прусської армії, а мати Луїза (вроджена фон Шлегель) походила зі старовинного дворянського роду. Вона була хрещеницею прусського короля Фрідріха II. Луїза намагалася дати синові найкращу освіту. З цією метою як приватний викладач був запрошений Август Хульзен, який багато в чому сприяв формуванню літературного уміння майбутнього письменника. Під його керівництвом Фрідріх вивчає давньогрецьку мову і творчість Гомера, знайомиться зі зразками німецького героїчного епосу («Едда») та величними творами драматичного мистецтва (Шекспір).
У 1792 р. формується антифранцузька коаліція. Фуке прагне на війну і у 1794 р. він стає корнетом Кірасирського полку герцога Веймарського. 1795 року було укладено мир із Францією. Хоча Фуке і не встиг взяти участь у бойових діях, він продовжує цікавитися Францією і захоплюватися Наполеоном. Протягом 1795–1799 рр. відбувається зближення Фуке і його вчителя Хульзена. Майбутній письменник у захваті від роману «Мандри Франца Штернбальда» Людвіга Тіка.
У 1798 р. Фуке одружується з Маріанною фон Шуберт. У 1802 році їх шлюб руйнується. Мешкаючи у Веймарі, знайомиться з Гете, Шиллером і Гердером. У 1803 році його дружиною стає Кароліна фон Рохов, більш відома як Кароліна де ла Мотт Фуке — письменниця і власниця літературного салону, відвідувачами якого були, серед інших, Адельберт фон Шаміссо, Йозеф фон Ейхендорф, Август Вільгельм Шлегель, Ернст Теодор Амадей Гофман.
У цей час він разом зі своєю новою дружиною вирушає у весільну подорож до Дрездена, буває в будинку Теобальда Кернера, зустрічається з Тіком і Клейстом. Із останнім його об'єднують розмови про війну. Клейст постає для Фуке втіленням лицаря нового часу. Фрідріх важко сприймає самогубство Клейста, яке називає «результатом хвороби людського сумління». У 1811 році Фуке напише про життя Клейста.
З 1813 р. Фуке в чині ротмістра прусської армії під командуванням фельдмаршала Блюхера бере участь у боях Війни шостої коаліції. Будучи хоробрим воїном, Фуке не сприймає антифранцузьких настроїв. Війна для нього — це можливість виявити найкращі людські якості з обох боків, особливо повагу до гідності противника. У 1815 р. Фуке залишає службу в чині майора і повертається у маєток своєї дружини в Ненхаузен. У 1831 р. Кароліна де ла Мотт Фуке помирає і у 1833 р. він одружується втретє. До 1841 р. живе в Галле, потім повертається до Берліна. Протягом 1840–1842 рр. разом з Людвігом фон Альвенслебеном видає «Журнал для німецького дворянства» (нім. Zeitung für den deutschen Adel). Деякий час він вимушений жити на літературні гонорари. Невдовзі йому призначають пенсію Ф. В. Генріха Четвертого. Останні роки життя Фуке пиячив. Помер Фрідріх де ла Мотт Фуке 23 січня 1843 року в Берліні на сходах власного будинку.

## Творчість

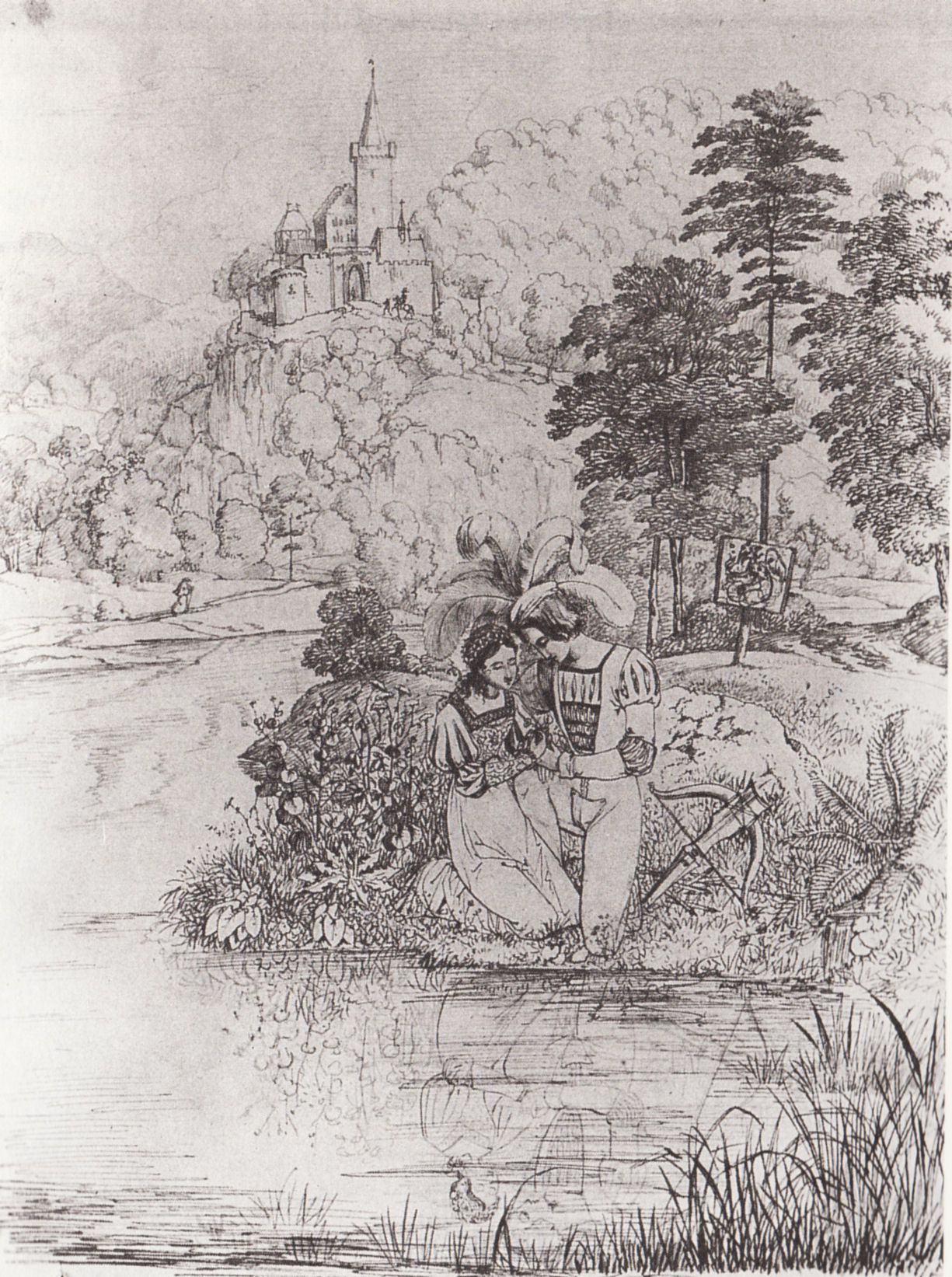
Карл Філіп Рор. Ілюстрація до «Чарівного кільця»

У 1802 р. розпочинається літературна діяльність Фуке. Він використовує артурівські сюжети, але не збирається друкувати свої твори. У 1803 р. пише «Роговий Зігфрід у кузні». Друкуватися почав з 1804 року під псевдонімом Пеллегрін (нім. Pellegrin). За участі Августа Шлегеля у 1804 році виходять у світ «Драматичні ігри» (нім. Dramatische Spiele), потім «Романси Ронсевальської долини» (нім. «Romanzen vom Thal Ronceval», 1805), «Історія благородного лицаря Галмі та прекрасної герцогині Бретонської» (нім. «Historie vom edlen Ritter Galmy und einer schönen Herzogin von Bretagne», 1806). Ранні твори Фуке насичені образами середньовічних німецьких героїчних оповідей і мотивами французьких лицарських романів.
У 1808 р. виходить роман «Альвін», який отримав позитивні відгуки Жана Поля. Фуке продовжує ґрунтовно навчатися: вивчає давньофранцузьку, готську, англійську, скандинавську, іспанську мови. Багато перекладає (Гомера, Ксенофонта, Тацита, Шекспіра, Байрона тощо). Свої твори на середньовічні теми Фуке створює під час другого періоду німецького романтизму, але намагається відтворити образ Середньовіччя, що склався у Шлегелів. Для енців уся середньовічна література становить міфологію. Сюжети і образи з лицарських часів демонструють модель споконвічних внутрішньосвітових відносин. При цьому Шлегелів задовольняє образ Середньовіччя у Фуке, а Л. Тік ставився до його творчості негативно. Для нього Фуке — письменник занадто манірний та дуже плодовитий. «Фуке нічого не пережив. Мені здається, йому не властиво взагалі переживати, як же він хоче творити?» (Л. Тік).
Протягом 1808–1810 рр. Фуке створює драматичну трилогію «Герой Півночі» (1808–1810): «Сигурд, що вбиває змія», «Помста Сигурда», «Аслауга». Гофман у своїй повісті «Новітні відомості про долю собаки Берганца» ставить Фуке в один ряд з Новалісом, наголошуючи, що «Фуке з разючою силою примусив зазвучати потужну арфу Півночі… зі справді священним трепетом і наснагою викликав до життя великого героя Сигурда… Він як необмежений володар у царстві, де небувалі образи та події з готовністю з'являються на поклик чарівника».
Новела Фуке «Сінтрам та його супутники» створена під враженням від гравюри А. Дюрера «Лицар, смерть і диявол». Особливу популярність Фуке отримав після 1815 року під час розквіту студентського руху (рух буршеншафтів). У 1811 році в світ виходить «Ундіна» — твір, сповнений фантастичними елементами, який місцями перетворюється на казкову оповідь, став класикою світової літератури. Едгар По бачив у ньому найкращий зі зразків ідеалу прекрасного. «Ундіна» стала приводом для зближення Фуке і Гофмана, який був захоплений ідеєю написати оперу на цю тему і просив їх спільного друга знайти кого-небудь, хто міг би переложити «Ундіну» на віршовану форму. За це береться сам Фуке и створює для Гофмана лібрето менше, ніж за 1 рік. У 1813 р. в Нюрнберзі виходить лицарський роман «Чарівне кільце» (нім. «Der Zauberring»).

У 1814 р. Гофман і Фуке зустрічаються і у 1815 р. закінчується написання опери. 1816 р. відбувається прем'єра «Ундіни» з нагоди дня народження короля. Вона визнається найкращою оперою Гофмана, але не має тривалого сценічного життя. А Фуке називають прототипом Лотара з «Серапіонових братів» Гофмана.
Період 1808–1820 років відзначений незвичайним творчим піднесенням письменника. У видавництвах Берліна, Штутгарта, Нюрнберга один за одним з'являються численні твори Фуке: «Поїздки Тіодульфа Ісландця» (нім. «Die Fahrten Thiodulfs, des Isländers», 1815), «Маленькі романи» (нім. «Die Kleinen Romane», 1814-19), «Дивовижні пригоди графа Алетеса фон Лінденштейна» (нім. «Die wunderbaren Begebenheiten des Grafen Alethes von Lindenstein», 1817), лицарські трагедії «Паломництво» (нім. «Die Pilgerfahrt»), «Ярл Оркнейських островів» (нім. «Der Jarl der Orkneyinseln»), епічна поема «Вінець» (нім. «Corona», 1814).
Ім'ям Ундіни названий астероїд (92) Ундіна, відкритий у 1867 році.